# Peter Jørgensen (skådespelare)
Carl Peter Emanuel Jørgensen, 23 augusti 1865 i Köpenhamn, död 17 juni 1942, var en dansk skådespelare och sufflör.
Jørgensen var 1908–1911 engagerad vid Århus Teater. Han filmdebuterade 1910 i Greven af Luxemburg och var från 1914 anställd hos Nordisk Film. Där van han flitigt anlitad birollsskådespelare, ofta i rollen som tjänare. Han medverkade i ett 70-tal filmer 1910–1922.
Han var gift med skådespelaren Jutta Valborg Bang och far till skådespelaren Inger Bagger.

## Filmografi
- 1917 – Ångest som dödar
- 1918 – Himmelsskeppet
- 1919 – Hjertetyven